# Chiclayo

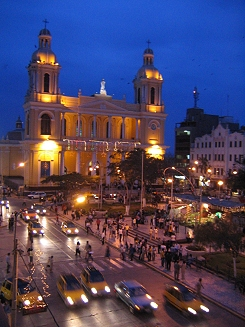
Chiclayo

Chiclayo är en stad och huvudort i departementet Lambayeque i norra Peru. Staden ligger 13 kilometer inåt landet från Stilla havets kust och 770 kilometer från landets huvudstad Lima. Folkmängden uppgick till 600 440 invånare 2015.
Grundad som en by under namnet "Santa María de los Valles de Chiclayo" under 1500-talet, fick Chiclayo status som stad den 15 april 1835 av president Felipe Santiago Salaverry. Idag har Chiclayo utvecklats till en modern storstad och är den fjärde största staden i Peru, efter Lima, Arequipa och Trujillo.

## Historia
Området där Chiclayo ligger var tidigare en del av det land där Mochekulturen (som existerade från omkring år 100 till 800) var utbredd. Denna kultur var kunnig i hur man anlade kanalsystem för att bevattna jordbruksmark, något som bidrog till utvecklandet av samhället. Mochekulturen använde även koppar för att framställa vapen och verktyg och kulturen har även uppmärksammats för sin keramiska skicklighet. Efter Mochekulturen följde Lambayequekulturen, eller Sicankulturen, som formades i slutet av Mochekulturen och tog upp mycket av dennas kunskaper och kulturella traditioner. Den existerade från omkring år 700 till omkring 1350, en tid under vilken den nådde framsteg i arkitektur, guldsmide och navigering.
Under 1500-talet var Chiclayo bebott av två etniska grupper, Cinto och Collique. Härskarna över dessa avstod en bit av sitt land till byggandet av ett franciskanskt kloster. Denna avsägelse av land antogs av kungliga förordningen den 17 september 1585. Med befrämjandet av byn Santa María de los Valles de Chiclayo uppfördes så en kyrka och ett franciskanskt kloster. Det är vid tiden för uppförandet av dessa spanskbyggda monument som det brukar anses att staden Chiclayo grundades.
I Chiclayo, olikt de flesta andra peruanska städer som under Perus tidiga historia var under spansk kontroll, som Lima, Trujillo eller Arequipa, var befolkningen till stor del inhemsk snarare än spanska kolonisatörer. Under Perus självständighetskamp mot Spanien stödde staden denna genom att bidra med soldater, vapen, hästar och andra viktiga resurser till general José de San Martíns styrkor. Efter Perus självständighetsförklaring gentemot Spanien var Chiclayo ännu en liten by, men genom sitt geografiskt strategiska läge fick Chiclayo under de kommande årtiondena bättre kommunikationer. Den 15 april 1835 fick Chiclayo status som stad av president Felipe Santiago Salaverry.

## Kommunikationer och transporter
Chiclayo kan nås från en internationell flygplats och är genom vägar sammanbunden med flera andra större städer. Flera bussbolag har linjer från och till Chiclayo från städer som Lima, Trujillo, Piura, Cajamarca, Cutervo, Chota, Bagua, Jaén, Chachapoyas och Tumbes.